# Thyreus abyssinicus
Thyreus abyssinicus är en biart som först beskrevs av Radoszkowski 1873.  Thyreus abyssinicus ingår i släktet Thyreus och familjen långtungebin. Inga underarter finns listade i Catalogue of Life.